# رودولفو بازان
رودولفو بازان (بالإسبانية: Rodolfo Bazán)‏ هو لاعب كرة قدم بيروفي في مركز حراسة المرمى، ولد في 14 ديسمبر 1936 في ليما في بيرو. لعب مع Mariscal Sucre ‏.